# Battleground (2014)
Cet article concerne l'édition 2014 du pay-per-view Battleground. Pour toutes les autres éditions, voir WWE Battleground.
L’édition 2014 de Battleground est une manifestation de catch (lutte professionnelle) télédiffusée et visible uniquement en paiement à la séance sur la chaîne de télévision française AB1, ainsi que gratuitement sur le WWE Network. L'événement, produit par la World Wrestling Entertainment (WWE), aura lieu le 20 juillet 2014 dans la salle omnisports du Tampa Bay Times Forum à Tampa, dans l'État de Floride. Il s'agit de la deuxième édition de Battleground. Bray Wyatt est la vedette de l'affiche officielle.

## Contexte

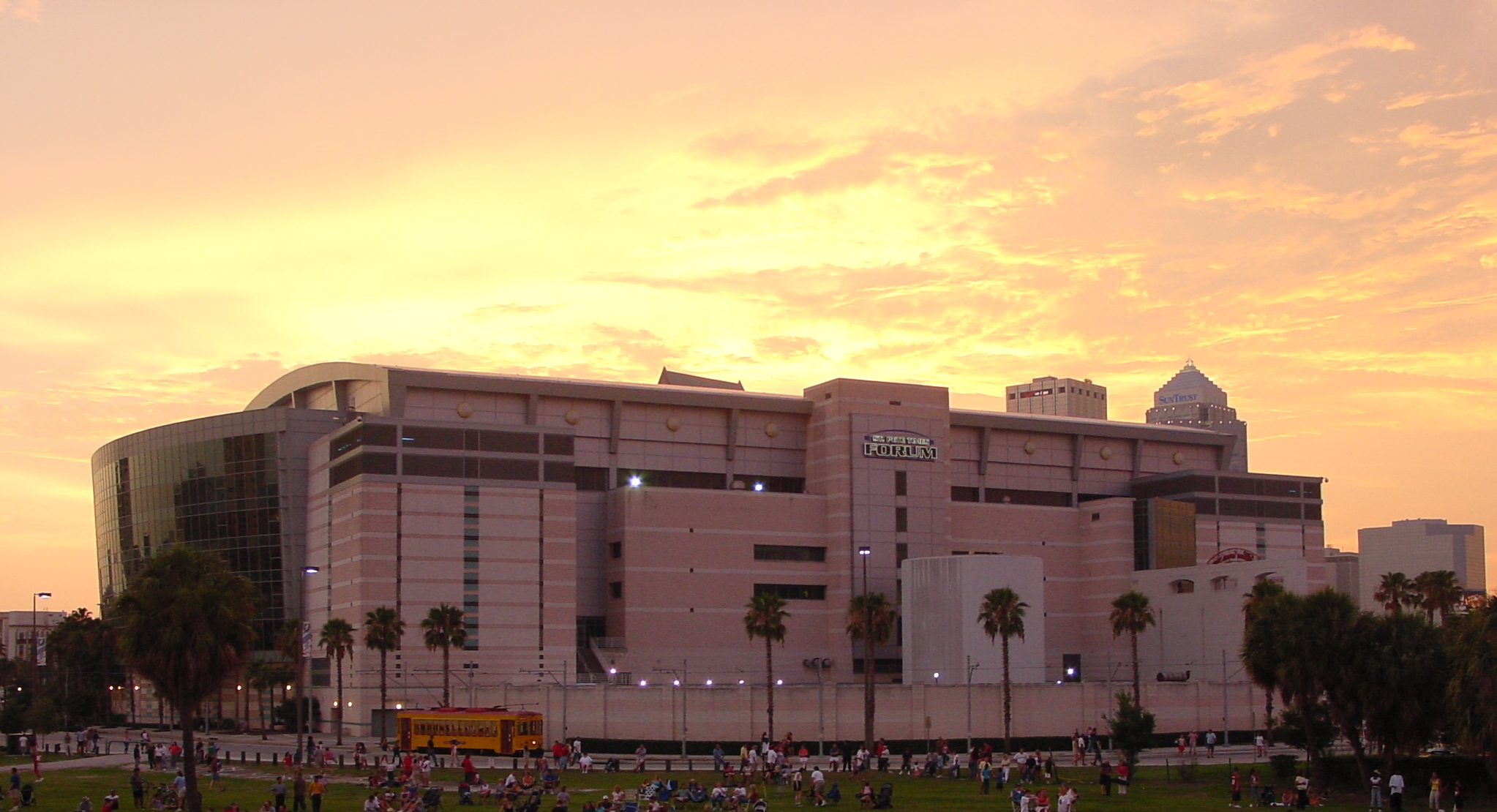
Tampa Bay Times Forum, le lieu d'organisation de Battleground 2014

Les spectacles de la WWE en paiement à la séance sont constitués de matchs aux résultats prédéterminés par les scénaristes de la WWE. Ces rencontres sont justifiées par des storylines — une rivalité avec un catcheur, la plupart du temps — ou par des qualifications survenues dans les émissions de la WWE telles que Raw, SmackDown, Superstars et Main Event. Tous les catcheurs possèdent une gimmick, c'est-à-dire qu'ils incarnent un personnage gentil ou méchant, qui évolue au fil des rencontres. Un pay-per-view comme Battleground est donc un événement tournant pour les différentes storylines en cours.

### John Cena vs. Randy Orton vs. Roman Reigns vs. Kane
Le 29 juin à Money in the Bank, John Cena a remporté le championnat du monde poids-lourds de la WWE dans un Ladder match l'opposant à Randy Orton, Roman Reigns, Kane, Cesaro, Sheamus, Bray Wyatt et Alberto Del Rio. Le lendemain, Triple H annonce à Cena qu'il défendra son titre face à Randy Orton, Kane et Roman Reigns à Battleground, et plus tard dans la soirée, Cena et Reigns affrontent Kane et Orton. Cena et Reigns remportent ce match par disqualification et une rivalité naît entre les quatre. Le 7 juillet, John Cena bat Seth Rollins par disqualification après l’intervention de Kane et Randy Orton, Roman Reigns est ensuite intervenu en faveur de John Cena, ces-derniers reprennent le dessus. Lors du Raw du 14 juillet, Cena et Roman Reigns battent Orton, Kane et Seth Rollins par disqualification, une bataille naît entre les 5, mais Reigns triomphe enfin de la bataille.

### Chris Jericho contre Bray Wyatt

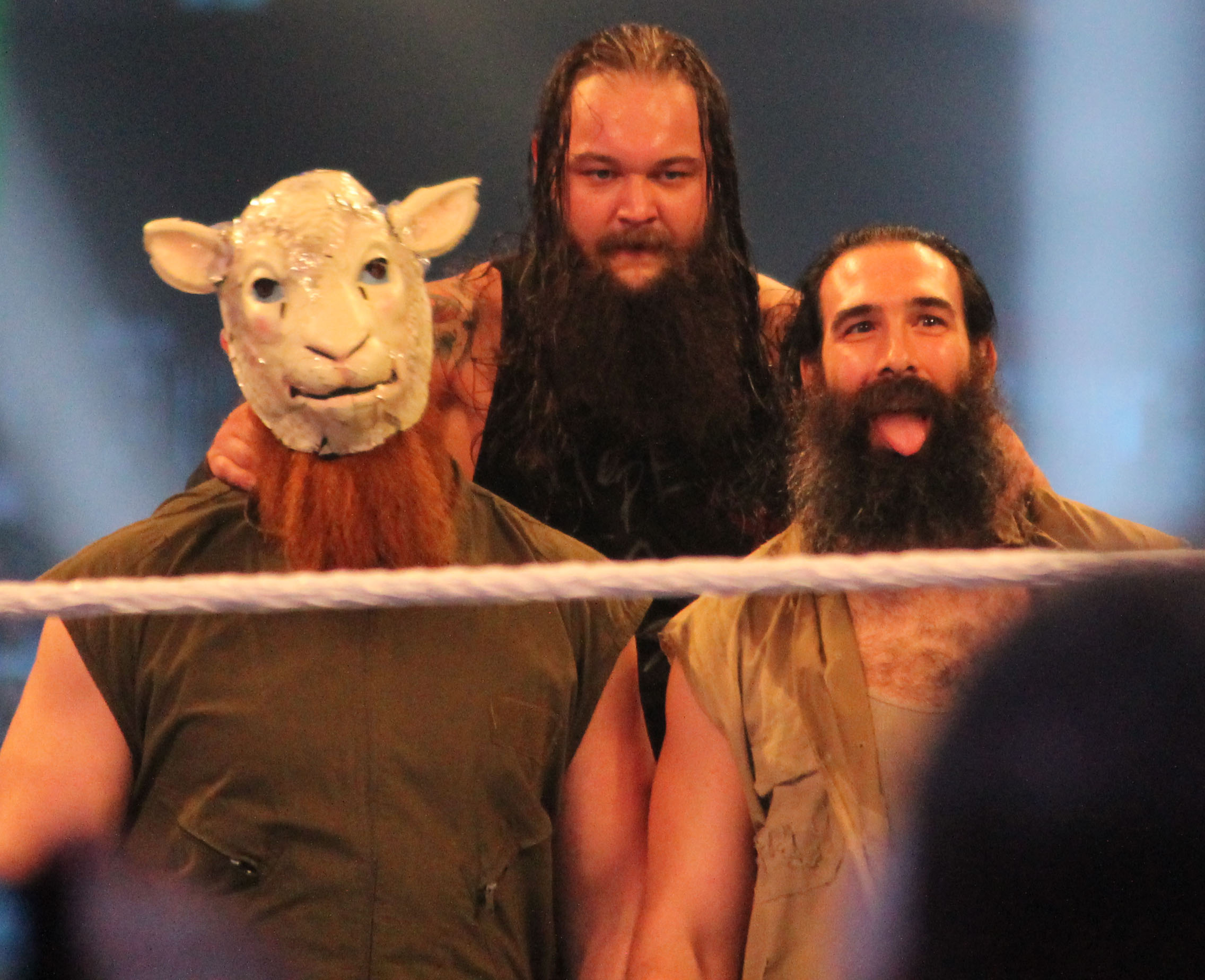
The Wyatt Family, entament une rivalité avec Chris Jericho

Lors du Raw du 30 juin, Chris Jericho effectue son retour en interrompant The Miz, lui inflige un Codebreaker, et fut interrompu par The Wyatt Family, ces-derniers le font passer à tabac, annonçant une rivalité entre eux. Lors du Raw du 7 juillet, après avoir battu The Miz, Jericho fut interrompu une nouvelle fois par Bray Wyatt seul cette fois-ci, après avoir tenté d'attaquer ce dernier, les deux autres membres du clan le rejoint, ce qui pousse Jericho à reculer. Bray Wyatt s'amuse alors à insulter Chris Jericho sur le fait qu'il prétendait être notre sauveur il y a quelques années. Un match est annoncé ensuite entre les deux à Battleground. Lors du Raw du 14 juillet, Luke Harper et Erick Rowan interrompent Chris Jericho, avant que ce dernier file des deux, mais Bray Wyatt l'attaque de derrière et l'agresse.

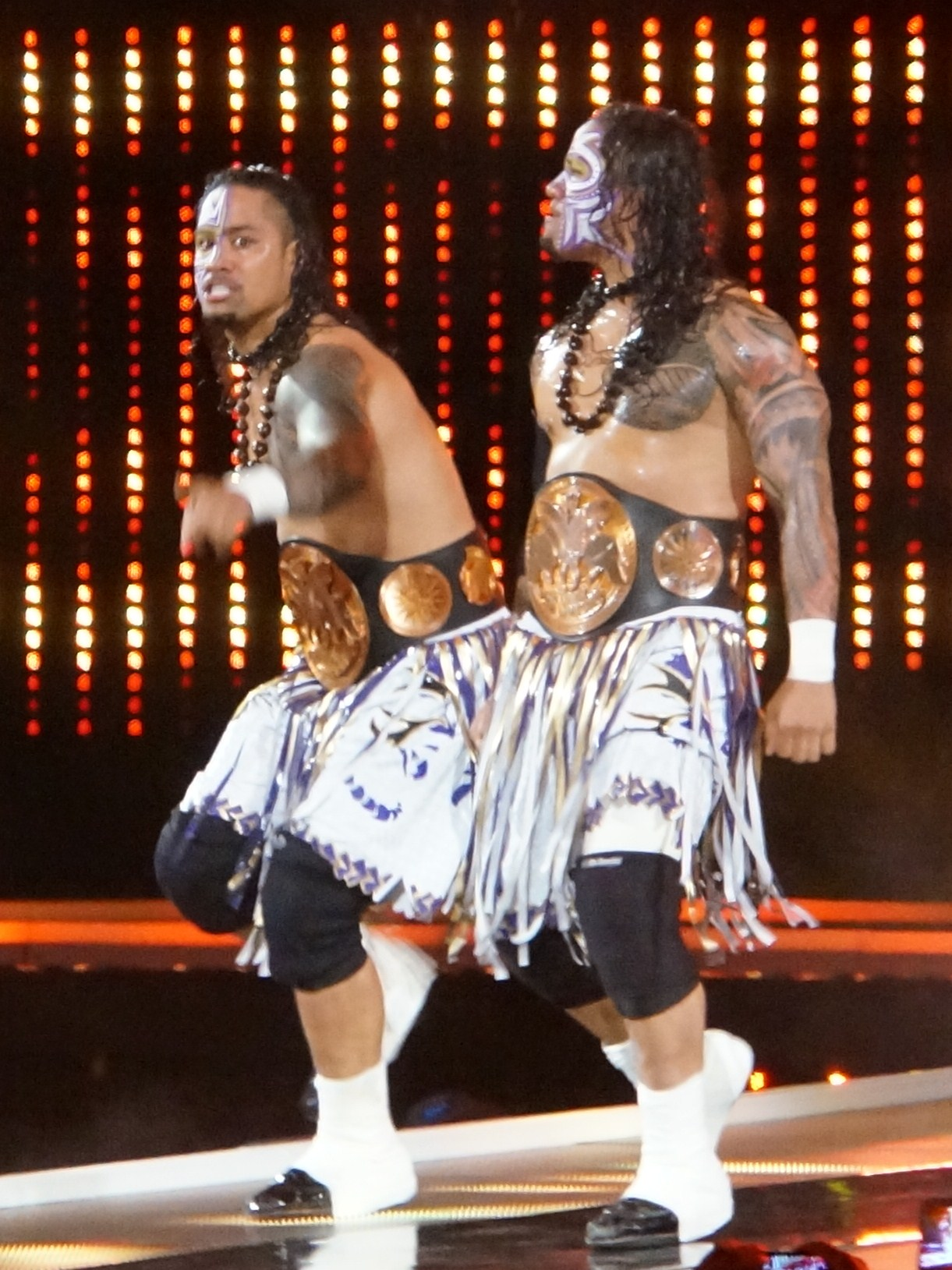
The Usos, défendront leur championnat face à Erick Rowan et Luke Harper

### The Usos contre Erick Rowan et Luke Harper
Lors du Money in The Bank, The Usos conservent leurs titres par équipe face à Luke Harper et Erick Rowan. Lors du Raw du 7 juillet, ces derniers battent The Usos. Lors du Smackdown suivant, un match revanche pour le titre est annoncé entre les deux équipes dont la stipulation sera un 2 out of 3 falls.

### Bataille royale pour le titre Intercontinental
Lors du SmackDown du 27 juin, Bad News Barrett, champion Intercontinental, se blesse sévèrement à l'épaule droite après son match contre Dean Ambrose à la suite d'une attaque de Jack Swagger. Cette blessure le force à arrêter la compétition pour plusieurs mois et par conséquent, rendre sa ceinture. Lors du Raw suivant Money In The Bank, une Bataille Royale est annoncée pour Battleground, pour couronner un nouveau champion. Les participants (annoncés dans la foulée) sont : The Great Khali, Big E, Rob Van Dam, Alberto Del Rio, Cesaro, Damien Sandow, Curtis Axel, Dolph Ziggler, Kofi Kingston, Bo Dallas, Ryback, Sheamus et Fandango...(voir "Tableau des matchs")

### AJ Lee contre Paige

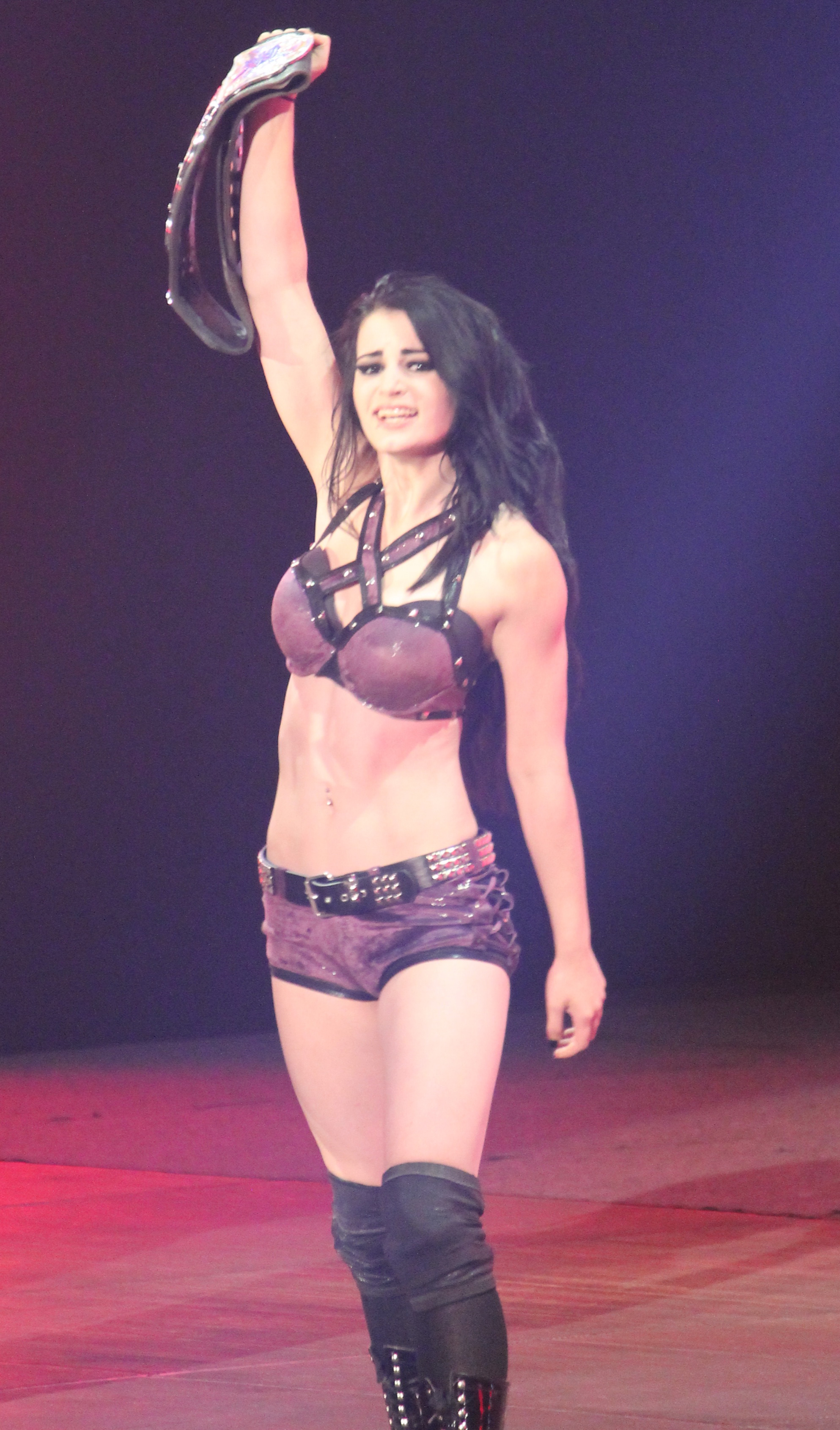
Paige tentera de regagner le Championnat des Divas face à AJ Lee.

Lors du Raw du 30 juin, AJ Lee effectue son retour à la WWE après deux mois d'absence, en proposant à Paige un match revanche pour le championnat des Divas, proposition refusée au début par cette dernière, mais finalement elle accepta le défi. AJ Lee remporte le match pour devenir à nouveau championne. Lors du Raw du 7 juillet, Paige et AJ Lee font équipe en battant Cameron et Naomi. Lors du SmackDown du 11 juillet, un match pour le titre est annoncé entre les deux à Battleground.

### Seth Rollins contre Dean Ambrose

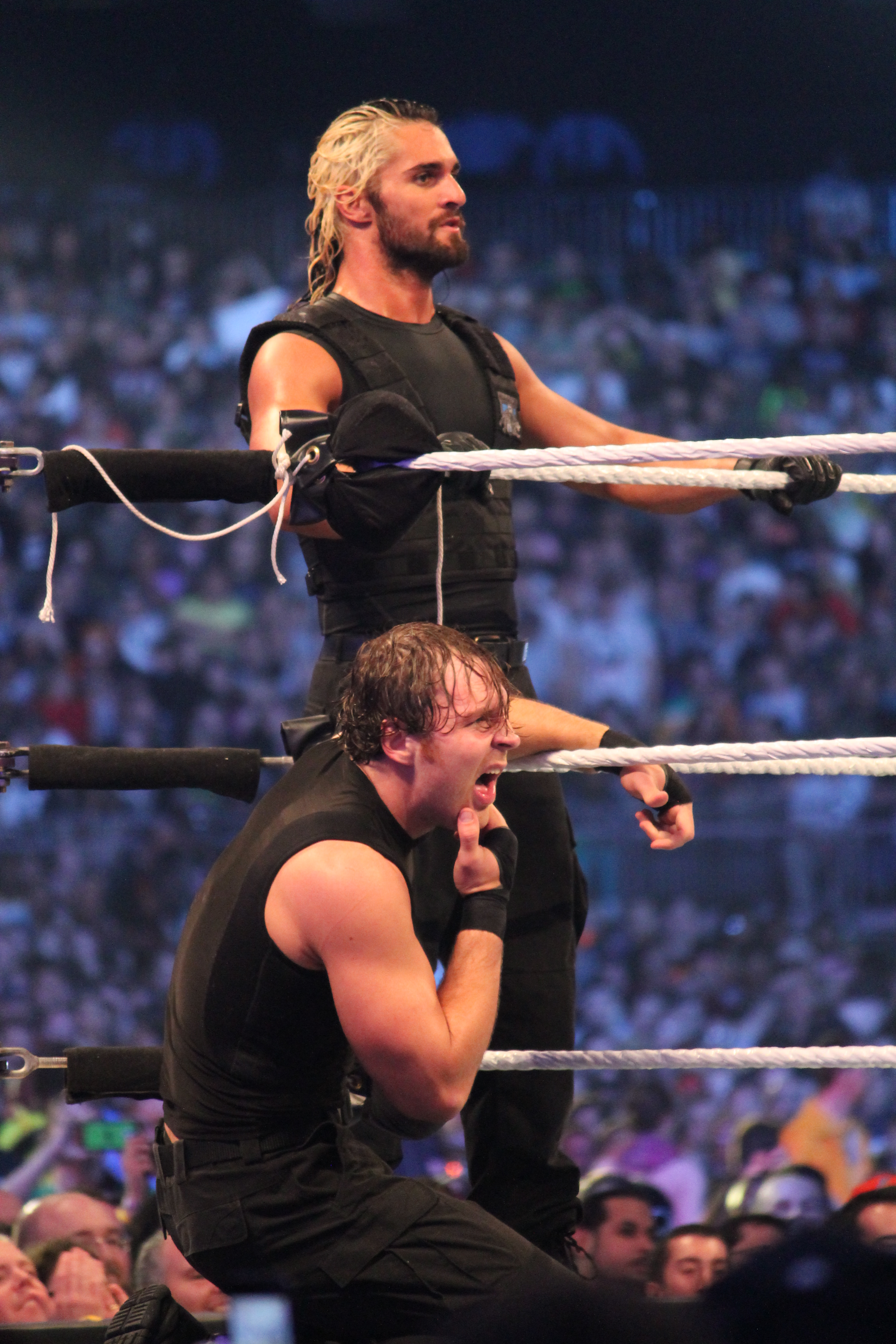
Seth Rollins et Dean Ambrose, les anciens amis se battront à Battleground

Le 2 juin à Raw, Seth Rollins trahit Dean Ambrose et Roman Reigns en les attaquant avec une chaise, causant la séparation du Shield. Ambrose et Reigns prennent tranquillement des chemins différents, Rollins rejoint The Authority (composée de Triple H et Stephanie McMahon). Dean Ambrose cible Seth Rollins, alors que Roman Reigns entre dans la compétition pour le WWE World Heavyweight Championship. Durant Money in the Bank, les deux hommes participent au Money in the Bank Ladder Match, qui sera remporté par Seth Rollins avec l’aide de Kane. De ce point, Dean Ambrose promet d'empêcher toute tentative d'encaissement du contrat de Rollins pour le titre, chose qu'il tentera de faire à deux reprises. Les deux hommes vont donc régler leurs différends sur le ring à Battleground.

### Rusev contre Jack Swagger

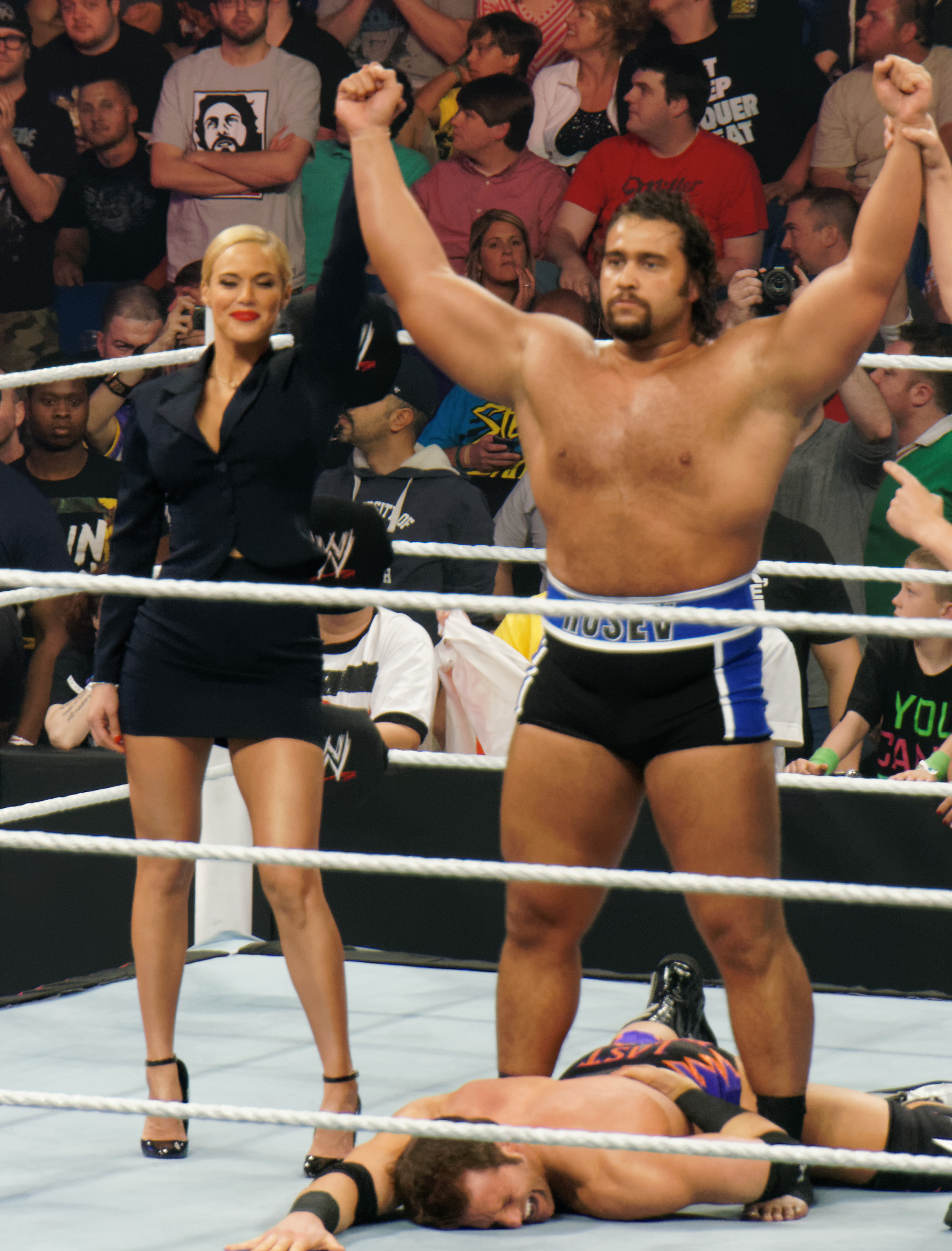
Rusev affrontera Jack Swagger

Lors du Raw du 30 juin, Jack Swagger et Zeb Colter confrontent Rusev et Lana, en raison de leurs multiples critiques envers les États-Unis et du régime politique américain. Jack Swagger fait ainsi un face-turn pour la première fois de sa carrière. Lors du Raw du 14 juillet, les deux rivaux se confrontent avant qu'une bataille naît entre les deux, en annonçant ainsi un match entre les deux à Battleground.

### Cameron contre Naomi
L'attitude de Cameron des Funkadactyls commença à changer lors d'une conférence de presse ayant eu lieu après que Paige ait défendu avec succès le WWE Divas Championship à Payback, où Cameron demandait à Paige pourquoi elle n'avait pas encore eu son match pour le titre. Cameron ne réussira finalement jamais à battre Paige les semaines suivantes, perdant tous ses matchs contre elle. Le 17 juin à Main Event, Naomi bat Paige dans un match où le Championnat des Divas n'était pas en jeu. Cameron provoqua physiquement Paige après le match, et celle-ci se fit passer à tabac par la championne pendant que Naomi regardait la scène sans rien faire. Les semaines suivantes virent Cameron être plus impolie envers Naomi, ne s'investissant plus autant dans leurs matchs qu'avant. L'équipe se dissout officiellement le 7 juillet à Raw, où Cameron et Naomi perdirent face à AJ Lee et Paige, Cameron ayant ignoré Naomi tout au long du match. Cameron la blâme pour leur défaite et les deux femmes en viennent aux coups. Le 14 juillet à Raw est annoncé un match entre les deux pour l'avant-show de Battleground.

## Tableau des matchs
| #                                                                | Matchs                                                                                   | Stipulations                                                               | Durée |
| ---------------------------------------------------------------- | ---------------------------------------------------------------------------------------- | -------------------------------------------------------------------------- | ----- |
| Kick-off                                                         | Adam Rose (avec Summer Rae et Layla) bat Fandango                                        | Match simple                                                               | 2:08  |
| Kick-off                                                         | Cameron bat Naomi                                                                        | Match simple                                                               | 3:19  |
| 1                                                                | The Usos (Jimmy & Jey) (c) battent The Wyatt Family (Luke Harper & Erick Rowan)          | 2 out of 3 falls match pour le WWE Tag Team Championship                   | 18:50 |
| 2                                                                | AJ Lee (c) bat Paige                                                                     | Match simple pour le WWE Divas Championship                                | 7:10  |
| 3                                                                | Rusev (avec Lana) bat Jack Swagger (avec Zeb Colter) par décompte à l'extérieur          | Match simple                                                               | 9:47  |
| 4                                                                | Seth Rollins bat Dean Ambrose par forfait à la suite d'une agression dans les vestiaires | Match simple                                                               | N/A   |
| 5                                                                | Chris Jericho bat Bray Wyatt (avec The Wyatt Family)                                     | Match simple                                                               | 15:01 |
| 6                                                                | The Miz remporte la bataille royale en éliminant en dernier Dolph Ziggler                | 19-man Battle Royal pour le titre vacant WWE Intercontinental Championship | 14:18 |
| 7                                                                | John Cena (c) bat Randy Orton, Roman Reigns et Kane (tombé sur Kane)                     | Fatal-4-Way Match pour le WWE World Heavyweight Championship               | 18:15 |
| (c) désigne le(s) champion(s) défendant son titre dans le match. |                                                                                          |                                                                            |       |

## Résultats
Le premier match du show était un 2 out of 3 falls match pour les titres par équipes, qui opposait The Usos à Luke Harper et Erick Rowan, la première équipe qui réussit deux tombés gagne le match, le premier tombé réussi était par Luke Harper grâce à son Big boot, avant qu'un Roll-up soit suffisant pour l'égalisation des Usos, ces derniers effectuent après quelques minutes prolifiques du match un double saut de la troisième corde, ce qui leur permet de garder leurs titres.
Le deuxième match opposait AJ Lee, la championne des divas, à Paige, dans un match pour le titre, après que Paige s'est ressortie de la prise de soumission d'AJ Lee, qui évite le tombé après la prise de finition de cette dernière, elle réussir un tombé et garde le titre des divas.
Le troisième match de la soirée était le match américano-russe entre Jack Swagger et Rusev, une opposition entre deux monstre représentant leurs pays, le match était équilibré, Jack Swagger, soutenu par les supporteurs, portait sa prise de soumission quand Rusev réussi à ressortir et quitter le ring, entre-temps Jack Swagger lui porte sa prise en dehors du ring, Rusev le pousse, et à cause d'une collision violente avec le poteau, le héros russe remporte le match par décompte extérieure, après le match Rusev agresse Swagger, et le prend en soumission.
Seth Rollins était sur le point d'affronter Dean Ambrose qui l'avait déjà attaqué dans les coulisses, Rollins annonça soudain qu'il gagne par forfait, mais en sortant du ring il fut attaqué par son adversaire et agressé, les arbitres se sont chargés de les séparer, Triple H intervient et ordonne de chasser Dean Ambrose, avant que ce dernier attaque pour la troisième fois Rollins cette fois-ci sur le parking, avant que son ennemi prend la fuite.
Chris Jericho affronta Bray Wyatt, après l’expulsion de ces accompagnants, Bray Wyatt contrôla le match, exécuta sa prise de finition mais fut contré par un Walls of jericho raté, mais un codebreaker fut suffisant pour la victoire de Y2J.
Le sixième match était la bataille royale qui opposait 19 candidats cherchant à remporter le titre intercontinental vacant, The Miz qui était tout le temps en dehors du ring réussi à éliminer Dolph Ziggler en dernier après que ce dernier croyait qu'il avait gagné en éliminant Sheamus (voir les détails au-dessous).
Le principal événement de la soirée opposait John Cena, champion, à Roman Reigns, Kane et Randy Orton pour le titre mondial, comme prévu, ces deux derniers font équipe, mais se bagarrent pour du chacun pour soi, Cena et Reigns faisait parfois équipe mais gardaient l'esprit individuel, l'enchainement final débutait par un Chokeslam de Kane contre Cena, suivi d'un Spear de Reigns contre kane, un RKO d'Orton contre Roman Reigns, et Finalement un AA de Cena contre Orton suivi du tombé contre Kane qui permettait au champion de retenir son titre.

### Détails de la bataille royale
| Éliminé         | Ordre d'élimination | Éliminé par                                             |
| --------------- | ------------------- | ------------------------------------------------------- |
| Xavier Woods    | 1                   | The Great Khali                                         |
| Zack Ryder      | 2                   | The Great Khali                                         |
| The Great Khali | 3                   | Sheamus, Dolph Ziggler, Cesaro, Ryback, Titus O'Neil... |
| Sin Cara        | 4                   | Bo Dallas                                               |
| R-truth         | 5                   | Titus O'Neil                                            |
| Curtis Axel     | 6                   | Cesaro et Ryback                                        |
| Damien Sandow   | 7                   | Diego                                                   |
| Diego           | 8                   | Ryback                                                  |
| Bo Dallas       | 9                   | Ryback                                                  |
| Titus O'Neil    | 10                  | Sheamus                                                 |
| Alberto Del Rio | 11                  | Dolph Ziggler                                           |
| Big E           | 12                  | Cesaro                                                  |
| Kofi Kingston   | 13                  | Cesaro                                                  |
| Cesaro          | 14                  | Heath Slater                                            |
| Heath Slater    | 15                  | Ryback                                                  |
| Sheamus         | 16                  | Dolph Ziggler                                           |
| Ryback          | 17                  | Dolph Ziggler                                           |
| Dolph Ziggler   | 18                  | The Miz                                                 |
| The Miz         | N/A                 | Gagnant                                                 |